# Pelham Parkway (linea IRT Dyre Avenue)
Pelham Parkway è una stazione della metropolitana di New York, situata sulla linea IRT Dyre Avenue. Nel 2016 è stata utilizzata da 897 374 passeggeri.
È servita dalle linee 2 Seventh Avenue Express, attiva solo nei fine settimana, e 5 Lexington Avenue Express, attiva solo nei giorni feriali.